# Marcel Pipek
Marcel Pipek (* 8. října 1969 Jeseník) je český fyzicky handicapovaný cyklista. Závodí na handbiku v divizi B.
Od dětství se věnoval sportu, nejdříve sportovní gymnastice, později motokrosu, ve kterém profesionálně jezdil i mezinárodní soutěže, včetně mistrovství Evropy a světa. Při hromadném pádu v závodě v Tübingenu v roce 1994 si přivodil poranění míchy. V roce 2002 začal závodit na handbicích, objevoval se v závodech Evropského poháru. Na mistrovství Evropy 2003 v Teplicích skončil druhý v časovce, čímž se nominoval na letní paralympijské hry 2004. Zde v silničním závodu skončil šestý, v časovce ale získal zlatou medaili. Krátce po LPH se zúčastnil mistrovství světa v extrémním maratonu (177 km), kde dojel jako druhý. V roce 2005 získal na mistrovství Evropy v Alkmaaru zlato v časovce a bronz v silničním závodu, o rok později vybojoval tytéž medaile v týchž disciplínách na světovém šampionátu v Aigle. Roku 2007 skončil na mistrovství světa v Bordeaux v časovce i silničním závodu pátý. Zranění jej limitovalo na letní paralympiádě 2008 v Pekingu, kde v časovce dojel na dvanácté příčce a silniční závod nedokončil.